# Polyura keianus
Polyura keianus är en fjärilsart som beskrevs av Rothschild 1897. Polyura keianus ingår i släktet Polyura och familjen praktfjärilar. Inga underarter finns listade i Catalogue of Life.